# Sphynx-Katze
| Sphynx                            | Sphynx                            |
| Erwachsene weibliche Sphinx-Katze | Erwachsene weibliche Sphinx-Katze |
| Standard Nr.                      | Standard Nr.                      |
| --------------------------------- | --------------------------------- |
| Schulterhöhe                      |                                   |
| Ursprung                          | Kanada                            |
| Länge                             |                                   |
| Gewicht                           | ca. 2,5–5 kg                      |
| erlaubte Farben                   | alle                              |
| nicht erlaubte Farben             | ./.                               |
| erlaubte Fellzeichnung            | jede                              |
| nicht erlaubte Fellzeichnung      | ./.                               |
| Liste der Katzenrassen            |                                   |

Die Sphynx- oder Sphinx-Katze, benannt nach der altägyptischen Sphinx, ist eine nahezu haarlose kanadische Katzenrasse.

## Charakter und Aussehen
Sphynx-Katzen sind mittelgroß und muskulös. Sie haben große Ohren, ausgeprägte Wangen und ein starkes Kinn. Bei näherer Betrachtung erkennt man einen leichten Haarflaum, der den ganzen Körper bedeckt.
Sphynx-Katzen sind intelligent, lebhaft und sehr menschenbezogen. Charakterlich erscheinen sie vielen als näher am Hund als andere Rassen. Bedingt durch ihre Haarlosigkeit scheint es, als würden diese Katzen eine höhere Körpertemperatur als andere Katzen haben. Dies ist jedoch nicht so. Durch das fehlende Fell wird die Körperwärme allerdings direkt über die Haut nach außen abgegeben, wodurch man beim Berühren der Tiere das Gefühl von starker Wärme hat. Da der durchschnittliche Energiebedarf einer Sphynx höher liegt, benötigen sie mehr Futter als andere Rassen. Durch das fehlende Fell sind hellhäutige Sphynx-Katzen empfindlicher gegen Sonnenstrahlung. Sie können durch ungeschützten Sonnenkontakt Sonnenbrand bekommen und müssen speziell vor Sonne geschützt werden. Dies trifft allerdings auch auf Katzen mit weißem oder hellem Fell zu und ist keine Folge der Nacktheit.
Eine Eigenart von Sphynxkatzen ist die Abgabe von bräunlichem Talg, der bei Rassen mit längeren Haaren in diese abgegeben wird. Außerdem haben sie aufgrund der Mutation bzw. mangelnden Keratins, die auch den Abbruch der Haare auslöst, säbelartige, innen hohle Krallen.

## Ursprung
Schon aus dem Altertum sollen Berichte von haarlosen Katzen existieren und auch die Azteken sollen haarlose Katzen gehalten haben. Beides ist allerdings bei näherer Betrachtung nicht korrekt. Das älteste Dokument nebst einer Abbildung haarloser Katzen stammt aus dem Jahr 1902 aus Mexiko.
Die Zuchtlinien der heutigen Sphynx-Katzen stammen allerdings von Katzen aus Kanada ab. Diese wurden dort seit den sechziger Jahren aus natürlich mutierten Katzen vom Menschen weitergezüchtet. Seit 1980 ist die kanadische Sphynx als Rasse anerkannt.

## Rechtliche Situation
Das im Auftrag des Bundesministeriums für Verbraucherschutz, Ernährung und Landwirtschaft erstellte Gutachten zur Auslegung von § 11b des  bundesdeutschen Tierschutzgesetzes (Verbot von Qualzuchten) aus dem Jahr 1999 kommt zu dem Ergebnis, dass es sich bei Sphynx-Katzen dann um Qualzuchten handelt, wenn den Tieren die Tasthaare fehlen.
Im September 2015 bestätigte das Verwaltungsgericht Berlin die Anordnung des Veterinär- und Lebensmittelaufsichtsamtes an eine Züchterin, ihren Zuchtkater kastrieren zu lassen und die Zucht umgehend einzustellen. Dies ist das erste Urteil zum Thema Qualzucht seit dem Inkrafttreten der Änderungen des Tierschutzgesetzes im Juli 2013. Zur Begründung hieß es auch hier, dass die Tasthaare einer Katze ein wichtiges Sinnesorgan seien und deren Fehlen daher als Schaden und Leiden für das Tier anzusehen ist. Diese Rechtsauffassung wurde 2018 durch das Verwaltungsgericht Hamburg bestätigt.

## Verwandte Rassen

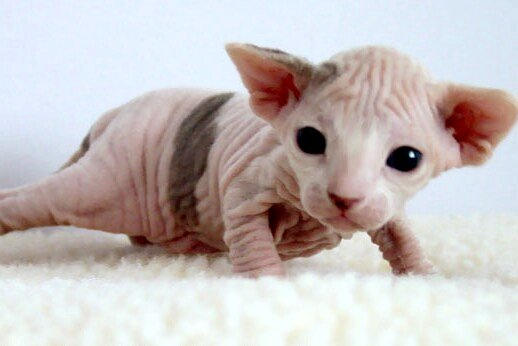
Eine zwei Wochen alte Sphynx-Katze

Aus Russland kommen die Don-Sphynxe. Bei diesen Katzen ist ein anderes Gen (das dominant vererbt wird) für die Haarlosigkeit verantwortlich.
Ebenfalls aus Russland stammt die Peterbald. Bei dieser Katzenrasse wurden in Katzen der Rasse Don-Sphynx Orientale eingekreuzt, um den Typ zu verbessern.
Hawaiische Züchter züchteten eine weitere Varietät der Sphynx-Katze, die Kohona-Katze, deren Haut nur kleine Haarfollikel besitzt und daher vollkommen haarlos ist.
Weitere sind: Bambino, BamBob, Dwelf, Elf, Hemingway-Sphynx, Lykoi, Minskin, Sphynxie Bob und die Ukrainische Levkoy. Nicht alle diese Rassen sind international anerkannt.

## Rezeption
- Die wohl bekannteste Sphynx ist SGC Belfry Ted Nude-Gent, die die Rolle von Mr. Bigglesworth, Dr. Evils Katze, in dem Film Austin Powers spielt.

- In der Serie Friends hält Rachel Green in S05F21 eine Sphynxkatze.
- Im Videospiel Cyberpunk 2077 hat eine Sphynxkatze einen Gastauftritt und kann zum Haustier des Protagonisten werden.

## Genetische Grundlage
Sphynx beruht auf einer Mutation des Gens krt71 (Keratin). Dieselbe Mutation führt zu einem anderen Phänotyp, dem Devon Rex. Diese Rasse ist kurzhaarig mit welligem Fell. Es liegt daher ein Polymorphismus des Gens vor (siehe auch: Phänotypische Variation#Variationen innerhalb einer Art und zwischen verschiedenen Arten).